# Санкт-Петербургский государственный педиатрический медицинский университет
Санкт-Петербургский государственный педиатрический медицинский университет  — старейшее педиатрическое высшее учебное заведение в мире.
Полное официальное название: «Федеральное государственное бюджетное образовательное учреждение высшего образования „Санкт-Петербургский государственный педиатрический медицинский университет“ Министерства здравоохранения Российской Федерации».

## История
Год основания нынешнего университета — 1925. 7 января 1925 года в Ленинграде в комплексе зданий городской детской больницы был открыт Ленинградский институт охраны материнства и младенчества имени Клары Цеткин. Организация и становление института по мнению историков медицины — заслуга его второго директора Юлии Ароновны Менделевой (1883—1959) (первым директором в течение 3-х месяцев был профессор В. О. Мочан). Она бессменно руководила институтом почти со дня его основания по 1949 год, в том числе и в годы блокады. В 1949 году Ю. А. Менделева была репрессирована.
В 1925 году в институте было три клиники, 11 лечебных отделений, дом грудного ребёнка, дом малюток, распределитель для детей, амбулатория, детская консультация и молочная станция. Позже амбулатория была реорганизована в детскую поликлинику.
С 1928 года усиливается научная работа и создаются первые кафедры (физиологии, социальной гигиены женщины и ребёнка, гигиены и диетики раннего возраста, патологии детского возраста, рентгенологии, детского туберкулёза, острых детских инфекций), открывается аспирантура. Институт перепрофилируется в НИИ охраны материнства и младенчества — этот статус сохраняется до 1932 года.
В 1932 году на базе НИИ создаётся вуз «Больница-медвуз». В него переводят факультет охраны материнства из Первого медицинского института и открывают приём на первый курс.
В 1935 году «Больница-медвуз» преобразуется в Ленинградский педиатрический медицинский институт (ЛПМИ). Институт становится первым в мире специализированным вузом, где уже со студенческой скамьи готовят педиатров.
В 1936 году состоялся первый выпуск.

## Университет в годы войны
Во время войны, в блокаду, институт не прекращал работу. В клиниках лечились больные и истощённые дети; многих из них спасло организованное при институте подсобное хозяйство. Кроме того здесь были открыты госпитали, продолжалось обучение студентов, велась научная работа. По планам немецкого командования Педиатрический институт подлежал уничтожению: на военных картах вермахта он был обозначен, как объект № 708.

## Современный этап развития университета
В 1994 институт получил статус академии.
В послевоенные годы институтом руководили: Ю. А. Котиков (и. о. ректора 1949—1950), Н. Т. Шутова (1950—1960), Е. П. Семёнова (1960—1965), Г. А. Кайсарьянц (1965—1975), Г. А. Тимофеева (1975—1984), В. П. Алфёров (1984—1991), М. В. Неженцев (1991—1999), В. И. Гузева (1999), В. В. Леванович (1999—2015), с 2015 — Д. О. Иванов.
В настоящее время (с 27 апреля 2012 года) изменён статус академии на университет и выпускники 2013 года окончили уже университет.
В университете открыты новые образовательные программы (в дополнение к 4 факультетам: педиатрическому, лечебному, стоматологическому и клинической психологии): медицинская биофизика, высшее сестринское образование, медико-профилактическое дело.
5 февраля 2013 года открыт новый корпус Перинатального Центра, воздвигнутый на месте старого акушерского здания.
В 2024 году в Университете был создан Институт инфекционных болезней, клинической микробиологии и медицинской паразитологии. Институт включает 3 профильные кафедры: инфекционных заболеваний у детей имени профессора М. Г. Данилевича; инфекционных болезней взрослых и эпидемиологии; инфекционных заболеваний у детей Факультета послевузовского и дополнительного профессионального образования.

## Рейтинги
В 2022 году вуз вошёл в Международный рейтинг «Три миссии университета», где занял позицию в диапазоне 801—900.
Также в 2022 году занял 63 место в рейтинге RAEX «100 лучших вузов России», 16 место в рейтинге медицинских вузов России по версии РАЭКС и 51-е место в рейтинге влиятельности вузов России (RAEX), 2022.

## Здания
Санкт-Петербургский государственный педиатрический медицинский университет занимает участок от Литовской улицы (дом 2) до улицы Александра Матросова (дом 3) по правой стороне Большого Сампсониевского проспекта (дом 65). Изначально комплекс зданий тогда ещё городской детской больницы «В память священного коронования их Императорских Величеств» был построен в 1901—1905 годах архитектором М. И. Китнером. В 1916 году к ним добавились здания, построенные С. С. Кричинским. В настоящее время комплекс исторических зданий бывшей городской детской больницы признан памятником архитектуры и охраняется государством.

## Галерея
- На территории Университета
- Один из корпусов
- Памятник А. Ф. Туру
- Памятная доска Г. А. Баирову